# 阿南-博瓦桑
阿南-博瓦桑（法語：Asnans-Beauvoisin，法語發音：[anɑ̃ bovwazɛ̃]）是法国汝拉省的一个市镇，属于多勒区。该市镇于1973年由原市镇阿南（Asnans）和博瓦桑（Beauvoisin）合并而成。

## 地理
阿南-博瓦桑（46°56'58"N, 5°24'42"E）面积16.24 平方千米，位于法国勃艮第-弗朗什-孔泰大區汝拉省，该省份为法国东部内陆省份，北起上索恩省，西北接科多尔省，西临索恩-卢瓦尔省，南至安省，东与杜省和瑞士接壤。
与阿南-博瓦桑接壤的市镇（或旧市镇、城区）包括：绍桑、谢内德库皮、莱塞萨尔-泰涅沃、加泰、莱赛、杜河畔隆维、珀蒂努瓦尔。
阿南-博瓦桑的时区为UTC+01:00、UTC+02:00（夏令时）。

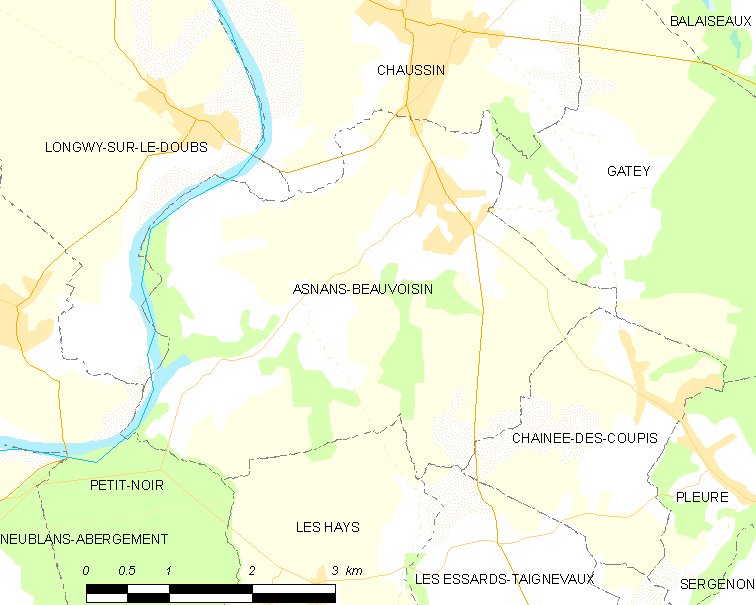
阿南-博瓦桑的OSM定位图

## 行政
阿南-博瓦桑的邮政编码为39120，INSEE市镇编码为39022。

## 政治
阿南-博瓦桑所属的省级选区为塔沃县。

## 人口

1962-2008年间阿南-博瓦桑人口变化图示

阿南-博瓦桑于2022年1月1日时的人口数量为724人。